# Социјалистички савез радног народа Словеније
Социјалистички савез радног народа Словеније (скраћено: ССРНС; словен. Socialistična zveza delovnega ljudstva Slovenije, SZDL) био је масовна друштвено-политичка организација која је од 1953. до 1990. деловала у Социјалистичкој Републици Словенији, као републичка организација Социјалистичког савеза радног народа Југославије. 
Настао је 27. априла 1941. под називом Ослободилачки фронт Словеније (ОФ), као организација која је окупљала широку коалицију антифашистичких снага у борби против окупатора и његових сарадника. Августа 1945. ОФ је ушао у састав Народног фронта Југославије, али је за разлику од сличних организација у другим југословенским републикама, задржао оригинални назив. На Четвртом конгресу, априла 1953. променио је назив у Сопцијалистички савез радног народа.
Као и остале друштвено-политичке организације у СФР Југославији, налазио се под контролом и доминацијом Савеза комуниста. На челу организације налазио се најпре Главни одбор, а потом од 1967. Републичка конференција ССРН. Лист Дело био је од 1959. званични лист ССРН Словеније, а пре тога лист Словенски порочевалец.
Непосредно пред распад СКЈ, на 14. конгресу, руководство ССРН Словеније је 9. јануара 1990. донело одлуку о промени назива организације у Социјалистички савез Словеније — Савез социјалиста (словен. Socialistična Zveza Slovenije — Zveza Socialistov, SZS-ZS), а на Конгресу одржаном 9. јуна 1990. формирана је нова странка под називом Социјалистичка странка Словеније (словен. Socialistična Stranka Slovenije) која је постојала до марта 1994, када се заједно са неколико странака удружила у Либералну демократију Словеније. На првим вишепартијским изборима одржаним априла 1990. освојио је 13 (од 240) посланичких места и након 45 година, заједно са реформисаним Савезом комуниста изгубио власт.

## Конгреси ОФ и ССРН Словеније
- Први конгрес Ослободилачког фронта Словеније — одржан у Љубљани 15. и 16. јула 1945.[4]
- Други конгрес Ослободилачког фронта Словеније — одржан у Љубљани од 26. до 28. априла 1948.[5]
- Трећи конгрес Ослободилачког фронта Словеније — одржан у Љубљани од 26. до 28. априла 1951.[6]
- Четврти конгрес Социјалистичког савеза радног народаа Словеније — одржан у Љубљани од 25. до 27. априла 1953.[7]
- Пети конгрес Социјалистичког савеза радног народа Словеније — одржан у Љубљани 8. и 9. марта 1961.[8]
- Шести конгрес Социјалистичког савеза радног народа Словеније — одржан у Љубљани од 5. до 7. априла 1966.[9]

## Лидери ОФ и ССРН Словеније
| Преглед руководећих личности Социјалистичког савеза радног народа Словеније | Преглед руководећих личности Социјалистичког савеза радног народа Словеније | Преглед руководећих личности Социјалистичког савеза радног народа Словеније | Преглед руководећих личности Социјалистичког савеза радног народа Словеније | Преглед руководећих личности Социјалистичког савеза радног народа Словеније |
| број                                                                        | име и презиме                                                               | почетак мандата                                                             | крај мандата                                                                | напомена                                                                    |
| --------------------------------------------------------------------------- | --------------------------------------------------------------------------- | --------------------------------------------------------------------------- | --------------------------------------------------------------------------- | --------------------------------------------------------------------------- |
| 1                                                                           | Јосип Видмар                                                                | 16. јул 1945.                                                               | 28. април 1948.                                                             |                                                                             |
| 1                                                                           | Јосип Видмар                                                                | 28. април 1948.                                                             | 28. април 1951.                                                             |                                                                             |
| 1                                                                           | Јосип Видмар                                                                | 28. април 1951.                                                             | 27. април 1953.                                                             |                                                                             |
| 2                                                                           | Миха Маринко                                                                | 27. април 1953.                                                             | 9. март 1961.                                                               |                                                                             |
| 3                                                                           | Вида Томшич                                                                 | 9. март 1961.                                                               | 14. јун 1962.                                                               |                                                                             |
| 4                                                                           | Алберт Јакопич                                                              | 14. јун 1962.                                                               | 24. јун 1963.                                                               |                                                                             |
| 5                                                                           | Вида Томшич                                                                 | 24. јун 1963.                                                               | 7. април 1966.                                                              |                                                                             |
| 5                                                                           | Вида Томшич                                                                 | 7. април 1966.                                                              | 30. мај 1967.                                                               |                                                                             |
| 6                                                                           | Јанез Випотник                                                              | 30. мај 1967.                                                               | 1. март 1973.                                                               |                                                                             |
| 7                                                                           | Митја Рибичич                                                               | 1. март 1973.                                                               | 2. јун 1982.                                                                |                                                                             |
| 8                                                                           | Франц Шетинц                                                                | 2. јун 1982.                                                                | 17. јун 1986.                                                               |                                                                             |
| 9                                                                           | Јоже Смоле                                                                  | 17. јун 1986.                                                               | 9. јун 1990.                                                                |                                                                             |